# Villenbach
Villenbach là một xã nằm ở huyện Dillingen, thuộc bang Bayern của Đức.